# Joaquín Bilbao la Vieja
Joaquín Bilbao la Vieja (La Paz, 1725 - ibid. 1778) fue un noble paceño que ostentó el título de marqués de Haro por matrimonio desde 1760, llegó a ser gobernador de la provincia de Chucuito en 1774.

## Biografía
Joaquín José Bilbao la Vieja y Peñaranda nació el 28 de marzo de 1725 y fue bautizado el 1 de abril en la ciudad de La Paz, según consta en los registros de bautismo de la Iglesia de Santo Domingo. Fue hijo del español riojano Pedro Ambrosio Bilbao la Vieja y Díaz de Espinoza y de Ángela Francisca Peñaranda y Valverde. 
Pedro Ambrosio llegó a la región como Corregidor de la Provincia de Omasuyos en 1714, se estableció en La Paz y se casó con la criolla Ángela Peñaranda con quien llegó a tener 16 hijos. Joaquín fue el tercer hijo del matrimonio.
Joaquín logró un magnífico matrimonio con María Josefa Eulalia de Roxas y Orueta. María y su hermano Ramón de Roxas y Orueta habían heredado la importante fortuna de su padre en 1750. Joaquín y María se casaron el 24 de junio de 1751. Bilbao la Vieja supo utilizar la fortuna de su esposa y el origen hidalgo de su propia familia para avanzar en la carrera militar, llegando al rango de Brigadier. También fue varias veces alcalde de la ciudad de La Paz.
En 1755 instauró un censo en la Iglesia y monasterio de San Juan de Dios por el valor de 800 pesos sobre una casa y varios molinos que tenía en propiedad en las cercanías del convento de las Nazarenas.
El 6 de abril de 1759 María de Roxas dio a luz a su última hija, no logró recuperarse del parto y murió repentinamente el 15 de abril de aquél año, tenía 24 años. Bilbao la Vieja quedó viudo y con 3 hijos vivos, pronto buscó una nueva esposa y en 1760 llegó a concretar un matrimonio muy ventajoso. Se trataba de la potosina María Bartolina Fernández Pacheco y Díaz de Ceballos, marquesa de Haro. Este matrimonio consolidó a la familia Bilbao la Vieja dentro de la élite de la ciudad, situación que se mantendría por lo menos un siglo.
María Bartolina todavía luchó judicialmente con su hermano Bernabé por la tenencia del marquesado hasta la muerte de éste en 1767. Una vez que el pleito fue solucionado, la Real Hacienda exigió el pago de impuestos sucesorios y pretendió también cobrar multas bajo el pretexto de que dichos pagos se debieron realizar al recibir la herencia en 1760. Varias propiedades de la marquesa en Omasuyos, Larecaja y Pacajes estuvieron a punto de ser embargadas pero los apoderados de Bilbao la Vieja lograron solucionar este conflicto. El 9 de mayo de 1768 el virrey Manuel de Amat y Junyent escribió a la Real Audiencia de Charcas informando que intervendría en favor de Bilbao la Vieja para que su esposa pueda confirmar el título de marquesa sin ninguna dificultad.
Junto a su esposa realizaron generosos donativos a las iglesias de la Merced y del Carmen, gracias a esto los marqueses de Haro obtuvieron el privilegio de tener sitios reservados en el presbiterio de ambas iglesias, se trataban de sillas doradas con cojines. Este privilegio se les fue retirado por orden del Provisor Felipe Loayza de la de Vega en 1776.
Para 1774 Bilbao la Vieja logró obtener el cargo de gobernador de la Provincia de Chucuito, un puesto bastante lucrativo. Falleció poco después de dejar el cargo, el 19 de agosto de 1778 fue sepultado en la Iglesia de Santo Domingo.

## Descendencia
Del primer matrimonio con María Josefa Eulalia de Roxas y Orueta tuvo 6 hijos:
- Antonio, nacido el 11 de junio de 1752. Durante la rebelión indígena de Túpac Katari en 1781, figuraba como capitán de infantería y luchó por defender la ciudad de La Paz. Para 1787 llegó a teniente coronel.[5] Se casó con María Francisca de Alquiza y Foronda, tuvieron 9 hijos entre los que destacó Dámaso Bilbao la Vieja. Murió el 6 de septiembre de 1790.
- Carlos Mariano, nacido el 4 de noviembre de 1754. Luchó contra la rebelión indígena de 1781 con el rango de capitán.[5] Se casó con María Francisca del Llano y Vea Murguía, tuvieron 3 hijos pero ninguno llegó a la edad adulta. Su esposa figura como viuda en 1795.
- Manuela Josefa, nacida el 28 de mayo de 1755. Murió en la infancia.
- Francisco Javier, nació el 3 de octubre de 1756 y murió el 4 de abril de 1757.
- Manuel Baltasar, nació el 9 de enero de 1758 y murió el 19 de mayo de 1758.
- María Josefa, nacida el 6 de abril de 1759 y fallecida el 24 de noviembre de 1761.

Con su segunda esposa, María Bartolina Fernández Pacheco y Díaz de Ceballos, marquesa de Haro, tuvieron una hija.
- María del Carmen Bárbara, nacida en 1760. Se casó en 1774 con el español Ignacio Pinedo y Montúfar, heredó el título de su madre en 1801 y lo ostentó hasta su muerte en 1826, siendo la última marquesa de Haro hasta que el título fue nuevamente creado en el reinado de Alfonso XII de España.